# Никольский, Георгий Васильевич
Гео́ргий Васи́льевич Нико́льский (23 апреля (6 мая) 1910, Москва — 2 февраля 1977, Москва) — советский учёный-ихтиолог. Доктор биологических наук (1939), профессор (1940), член-корреспондент АН СССР (1953). Лауреат Сталинской премии (1950).

## Биография
В 1929—1930 годах работал лаборантом московского ЦНИИ рыбного хозяйства.
В 1930 году окончил биологическое отделение физико-математического факультета Московского университета.
В 1932—1939 годах работал заведующим отделом ихтиологии Зоологического музея МГУ.
В 1941—1977 годах — заведующий кафедрой ихтиологии биологического факультета МГУ. Начальник Амурской экспедиции МГУ (1945—1949).
В 1946—1949 годах — руководитель сырьевой секции и член президиума Технического совета Министерства рыбной промышленности восточных районов СССР.
В 1950—1964 годах — заместитель председателя, с 1965 года — председатель Ихтиологической комиссии Министерства рыбного хозяйства СССР. В 1950—1955 годах — руководитель Амурской лососёвой экспедиции.
В 1956—1967 годах — заведующий лабораторией ихтиологии, в 1967—1977 годах — заведующий лабораторией экологии низших водных позвоночных Института эволюционной морфологии и экологии животных АН СССР.
Являлся членом редколлегий «Зоологического журнала» (1951—1960) и журнала «Рыбное хозяйство» (1955—1963).
Создатель и главный редактор журнала «Вопросы ихтиологии» в 1953—1961 годах.
Основал ряд направлений в ихтиологии, внёс значительный вклад в разработку проблемы вида, закономерностей изменчивости и систематики рыб. Описал ряд новых видов и внутривидовых форм у рыб. Разработал теорию фаунистических комплексов, представление о популяции как саморегулирующейся системе, вскрыл взаимоотношения видов, слагающих эти комплексы. Разработал проблему анализа ископаемых форм, субфоссильных фаун.
Жена — Никольская Евгения Владимировна (р.1920), дочери — Мария Георгиевна (р. 1946) и Надежда Георгиевна (р. 1949).

## Награды и премии
- Сталинская премия третьей степени (1950) — за разработку и биологическое обоснование системы мероприятий по повышению рыбной продуктивности реки Амур.
- орден Ленина
- орден Октябрьской революции
- два ордена «Знак Почёта»

## Научные труды
Опубликовал более 250 научных работ по исследованию ихтиофауны СССР, в том числе:
- Рыбы Таджикской ССР, 1938;
- Рыбы Аральского моря, 1940;
- Биология рыб, 1944;
- Частная ихтиология, 1950 (3-е изд.: 1971);
- Рыбы бассейна Амура, 1956;
- Экология рыб, 1963 (3-е изд.: 1974);
- Рыбы бассейна Печоры, 1965;
- Теория динамики стада рыб как биологическая основа рациональной эксплуатации и воспроизводства рыбных ресурсов, 1965 (2-е изд. 1974);
- Общая ихтиология, 1974;
- Структура вида и закономерности изменчивости у рыб, 1980.